# 302 (numero)
Trecentodue (302) è il numero naturale dopo il 301 e prima del 303.

## Proprietà matematiche
- È un numero pari.
- È un numero composto con i seguenti divisori: 1, 2, 151, 302. Poiché la somma dei suoi divisori (escluso il numero stesso) è 154 < 302, è un numero difettivo.
- È un numero semiprimo.
- È un numero omirpimes.
- È un numero nontotiente.
- È parte della terna pitagorica (302, 22800, 22802).
- È un numero palindromo nel sistema di numerazione posizionale a base 12 (212).
- È un numero felice.
- È un numero congruente.
- È un numero odioso.

## Astronomia
- 302P/Lemmon-PANSTARRS è una cometa periodica del sistema solare.
- 302 Clarissa è un asteroide della fascia principale del sistema solare.

## Astronautica
- Cosmos 302 è un satellite artificiale russo.